# Bismarck, 1. Teil
Bismarck - Der Film der Deutschen (Bismarck, 1. Teil) ist ein deutscher Historienfilm aus dem Jahre 1925 mit Franz Ludwig in der Titelrolle.

## Handlung
Gleich einem chronologisch ablaufenden Bilderbogen werden die einzelnen Lebensstationen des jungen Otto von Bismarck abgehandelt: von seiner Kindheit als ostelbischer Landjunker-Spross über seine Studienjahre bis zu den ersten politischen Erfahrungen als gestandener Konservativer in der deutschen Provinz. Der Film endet zu dem Zeitpunkt, als Bismarck von König Wilhelm I. zum preußischen Ministerpräsidenten berufen wird.

## Produktionsnotizen
Bismarck, 1. Teil entstand in weiten Teilen des Jahres 1925. Die erste Fassung passierte die Filmzensur am 10. Dezember 1925 und war 3236 Meter lang, verteilt auf acht Akte. Die zweite Zensurprüfung vom 22. Dezember 1925 kürzte den Bismarck-Film auf 3005 Meter, verteilt jedoch auch neun Akte. Beide Fassungen wurden auch für die Jugend freigegeben. Die Uraufführung erfolgte am Heiligabend 1925 im Primus-Palast.
Das Bismarckfilm-Projekt war eines der ambitioniertesten Kinoprojekte der Weimarer Republik und war dazu angetan, nach dem verloren gegangenen Ersten Weltkrieg der deutschen Jugend einen von deutsch-nationalem Geist getragenen Patriotismus angedeihen zu lassen. Dafür wurden keine Kosten und Mühen gescheut, und man konnte sich der Unterstützung von allerhöchster Stelle des Staates sicher sein: Für diesen Film wurde eigens eine eigene Produktionsfirma gegründet, die Bismarck-Film GmbH. Der frisch bestallte Reichspräsident Paul von Hindenburg konnte für das Mammutprojekt als Schirmherr gewonnen werden. Eine Fülle von weiteren namhaften Experten wurden herangezogen: Ludwig Manzel übernahm die künstlerische Beratung, Oberst von Hahnke die militärische Beratung, der Bildhauer Hans Sametzki trat als Portraitsachverständiger bei der Anfertigung der historischen Masken (Bismarck, Wilhelm I., Moltke etc.) beratend in Erscheinung, und der Heereskundler Herbert Knötel wurde als Berater für die Uniformen und Waffenkunde verpflichtet.
Auch bei der Erstellung des Drehbuchs wurde peinlich genau auf historische Präzision Wert gelegt. So traten die beiden erfahrenen Profiautoren Max Jungk und Julius Urgiss lediglich als Bearbeiter des von Ludwig Ziehen verfassten und unter der wissenschaftlichen Mitarbeit von Geheimrat Erich Marcks und Max Dessoir hergestellten Manuskripts in Erscheinung.
Das Bismarckfilm-Projekt wurde von Anbeginn auf zwei Teile angelegt. Während dieser erste Film von 1925 die Jahre des jungen Bismarcks von 1815 bis 1862 abhandelte, beschäftigte sich der zweite Teil, der exakt ein Jahr nach dem ersten Teil die Zensur passierte, mit den späten, entscheidenden Jahren Bismarcks als preußischer Ministerpräsident und deutscher Reichskanzler. So hieß dieser von Curt Blachnitzky inszenierte Streifen denn auch programmatisch Bismarck 1862-1898. Ein Gros der Darsteller im ersten Bismarck-Film übernahm auch in der Fortsetzung ihre Rollen. Diese von deutsch-nationalen Kreisen heftig propagierte Fortsetzung erhielt jedoch außerordentlich schlechte Kritiken und wurde auch vom Publikum abgelehnt.
Für den nahezu ausnahmslos als Bühnenschauspieler aktiven Franz Ludwig bedeutete diese Arbeit einer seiner ganz seltenen Ausflüge zum Film. Jedoch war dies nicht seine erste Darstellung des Reichsgründers. Bereits 1913 hatte Ludwig den eisernen Kanzler in einem deutlich weniger aufwendigen und ambitionierten Bismarck-Film der Eiko-Film unter gleich drei Regisseuren gespielt.
Bei dem filmisch bis dahin nur sporadisch in Erscheinung getretenen Produzenten Joseph Coböken handelte es sich um einen Drehbuchautor, Journalisten und Filmfirmenmanager. Für den 49-jährigen Regisseur Ernst Wendt war Bismarck, 1. Teil die letzte Kinofilm-Regie.
Die Filmbauten und Kostüme stammen von Robert Neppach, Walter Zeiske war Aufnahmeleiter.

## Rezeption
Oskar Kalbus schrieb 1935 eingedenk des Bismarck-Films von 1913:

„Auch der Anlauf der Nachkriegszeit, sich noch einmal an einem Bismarck-Film zu versuchen, erreichte nicht ganz das Ziel. Der Film ‚Bismarck‘ (1925) will allerdings von vornherein kein Spielfilm sein, kein Filmdrama und auch kein durchschnittlicher historischer Film. Er will einzig und allein als historisches Dokument bewertet werden, als ein monumentales Panorama in bewegten Bildern. Wenn man von dem Filmwerk ‚Bismarck‘ nicht mehr verlangt, so kann man diesen Film ohne weiteres als nationalen Volksfilm in des Wortes bester Bedeutung ansprechen. Alle Masken in dem Bismarck-Film sind bewundernswert porträtecht, lebenswahr, niemals starr und theatermäßig.“

Paimann’s Filmlisten resümierte: „Die Darstellung durch ein sorgfältig gewähltes Ensemble ist in allen Rollen sehr gut, die Masken, wenn auch nicht immer ganz porträtähnlich, so doch durchaus befriedigend. Die Aufmachung ist sorgfältig, die Photographie durchgehends sehr gut.“